# Morgan Krantz
Morgan Mitchell Krantz (Los Angeles, 1º novembre 1986) è un attore, regista e modello statunitense.

## Biografia
Morgan Krantz è nato il 1 novembre 1986 a Los Angeles, California, figlio dell'attrice Romy Walthall e Scott Krantz.
Ha esordito come attore a nove anni nel cortometraggio The Adventures of Mary-Kate & Ashley: The Case of the Mystery Cruise del 1995. Poi, dopo diversi anni lontano dalle cineprese, è tornato a recitare nel 2009 in un altro cortometraggio, The Miraculous Tale of the Children Dubois.
Oltre che in diversi cortometraggi, ha recitato anche in vari film, tra cui  0s & 1s (2011), All Together Now (2013), There Is a New World Somewhere (2015), Bad Roomies (2015), XX - Donne da morire (2017), CHiPs (2017), Everything Is Free (2017), Unlovable (2018), Tone-Deaf e I Blame Society (2020).
In televisione ha recitato in diverse serie televisive tra le quali New Girl, House of Lies, Switched at Birth - Al posto tuo, 2 Broke Girls, Neurotica, Strangers, You're the Worst, Better Call Saul e In the Dark.
Nel 2015 ha diretto il suo primo lungometraggio, Babysitter.

## Filmografia

### Attore

#### Cinema
- The Adventures of Mary-Kate & Ashley: The Case of the Mystery Cruise, regia di Neal Israel – cortometraggio direct-to-video (1995)
- The Miraculous Tale of the Children Dubois, regia di Cassandra Lee Hamilton – cortometraggio (2009)
- Boycrazy in Bed, regia di David Lowery – cortometraggio (2009)
- A Very Mary Christmas, regia di Dan Gordon (2010)
- The Death and Return of Superman, regia di Max Landis – cortometraggio (2011)
- 0s & 1s, regia di Eugene Kotlyarenko (2011)
- Cheat Day, regia di Alex Montilla – cortometraggio (2012)
- Pleased to Meet You, regia di Johanna Thalmann e Severin Winzenburg (2012)
- Feast of Burden, regia di Eugene Kotlyarenko (2012)
- Transit, regia di Sarah Elizabeth Mintz – cortometraggio (2012)
- All Together Now, regia di Alexander Mirecki (2013)
- The Levenger Tapes, regia di Mark Edwin Robinson (2013)
- Moontown, regia di Jessica Garrison – cortometraggio (2013)
- Mirror & Missal: Part 1 - The Magical Women of Echo Park, regia di Emett Casey (2014)
- Wrestling Isn't Wrestling, regia di Max Landis – cortometraggio documentaristico (2015)
- Shut Up and Drive, regia di Melanie Shaw (2015)
- There Is a New World Somewhere, regia di Li Lu (2015)
- Bad Roomies, regia di Jason Schnell (2015)
- The Chemistry of Love, regia di Suzi Yoonessi – cortometraggio (2015)
- Palisade, regia di Lizzy Sanford – cortometraggio (2015)
- XX - Donne da morire (XX), regia di registi vari (2017)
- CHiPs, regia di Dax Shepard (2017)
- Say You Will, regia di Nick Naveda (2017)
- Everything Is Free, regia di Brian Jordan Alvarez (2017)
- Wobble Palace, regia di Eugene Kotlyarenko (2018)
- Unlovable, regia di Suzi Yoonessi (2018)
- Softness of Bodies, regia di Jordan Blady (2018)
- Tone-Deaf, regia di Richard Bates Jr. (2019)
- Dime, regia di Jessica Garrison – cortometraggio (2019)
- 3 Day Weekend, regia di Wyatt McDill (2019)
- I Blame Society, regia di Gillian Wallace Horvat (2020)

#### Televisione
- Infinity Strategists – serie TV, 1 episodio (2010)
- Rex Is Not Your Lawyer – serie TV, 1 episodio (2010)
- Psycho Girlfriend – serie TV, 1 episodio (2011)
- Girls – serie TV, 1 episodio (2012)
- The Online Gamer – serie TV, 2 episodi (2010-2012)
- New Girl – serie TV, 1 episodio (2012)
- Extra Butter, Please – serie TV, 10 episodi (2012)
- House of Lies – serie TV, 1 episodio (2013)
- Switched at Birth - Al posto tuo (Switched at Birth) – serie TV, 6 episodi (2013)
- Doll & Em – serie TV, 1 episodio (2013)
- Oh, You Pretty Things! – serie TV, 6 episodi (2014)
- 2 Broke Girls – serie TV, 1 episodio (2014)
- The League – serie TV, 1 episodio (2014)
- The Exes – serie TV, 1 episodio (2014)
- The Half of It, regia di James Burrows – film TV (2015)
- Bad Couple – serie TV, 1 episodio (2015)
- Manson's Lost Girls, regia di Leslie Libman – film TV (2016)
- This Isn't Working – serie TV, 4 episodi (2016)
- Neurotica – serie TV, 14 episodi (2012-2016)
- Get Shorty – serie TV, 1 episodio (2017)
- All Wrong – serie TV, 1 episodio (2018)
- Alex, Inc. – serie TV, 1 episodio (2018)
- Door No. 1 – serie TV, 1 episodio (2018)
- Strangers – serie TV, 1 episodio (2018)
- You're the Worst – serie TV, 1 episodio (2019)
- Better Call Saul – serie TV, 3 episodi (2020)
- In the Dark – serie TV, 37 episodi (2019-2021)

### Sceneggiatore

#### Cinema
- Dukes Up, regia di Matty Cardarople - cortometraggio (2004)
- 0s & 1s, regia di Eugene Kotlyarenko (2011)
- The Cyclist, regia di Morgan Krantz - cortometraggio (2012)
- Moontown, regia di Jessica Garrison - cortometraggio (2013)
- Babysitter, regia di Morgan Krantz (2015)
- Squeegee, regia di Morgan Krantz - cortometraggio (2020)

#### Televisione
- Extra Butter, Please – serie TV, 32 episodi (2012)
- Neurotica – serie TV, 14 episodi (2012-2016)

### Regista
- Infinity Strategists – serie TV (2010)
- The Cyclist - cortometraggio (2012)
- Babysitter (2015)
- Squeegee - cortometraggio (2020)

## Riconoscimenti
- 2015 – Festival del cinema americano di Deauville
  - Nomination Grand Special Prize per Babysitter
- 2021 – South by Southwest
  - Nomination SXSW Grand Jury Award per Squeegee